# 莫姆尔峡谷

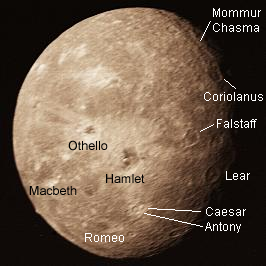
航海家2號拍攝的天衛四影像中，莫姆尔峡谷在右上角邊緣處。

莫姆尔峡谷（Mommur Chasma）是天王星衛星天衛四已探測表面最巨大的峽谷（Chasma）。

## 地質
該峽谷可能是於衛星剛形成時，天衛四內部膨脹使主要以冰組成的外殼擴張時裂開而形成。這個峽谷是裂谷造成的地塹或正斷層造成的斷層崖例子。莫姆尔峡谷於1986年1月航海家2號探測時首次拍攝到影像。

## 名稱由來
USGS的 Gazetteer of Planetary Nomenclature 指出莫姆尔峡谷的名稱由來自《仲夏夜之夢》中，仙王奧伯龍在森林中的住處。實際上奧布朗住處的名稱並非來自莎士比亞的劇本，而是法語敘事詩《Huon of Bordeaux》。